# Kewet Industri

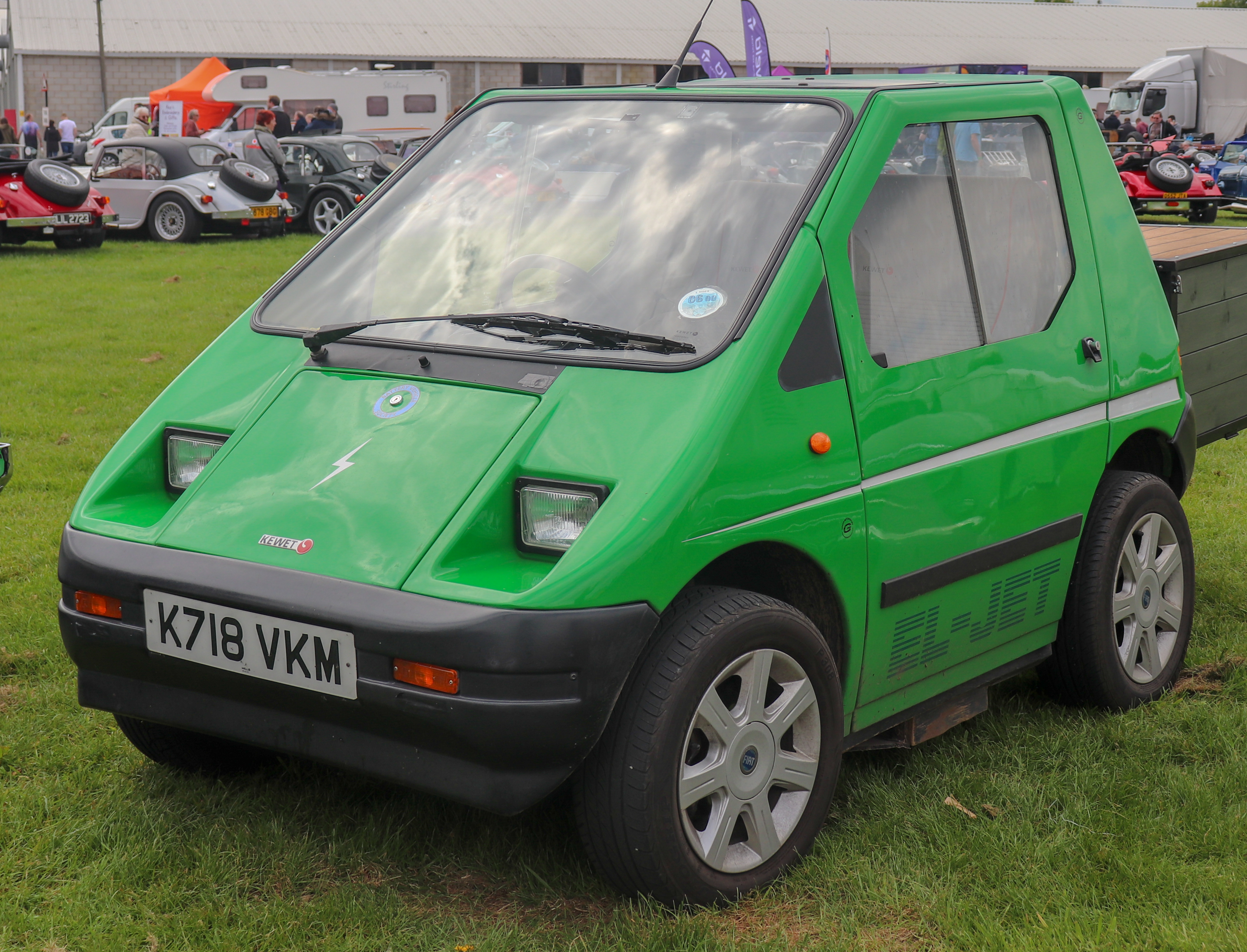
Kewet El-Jet w Wielkiej Brytanii

Kewet Industri – dawny duński producent elektrycznych mikrosamochodów z siedzibą w Hadsund działający w latach 1991–1998.

## Historia
Przedsiębiorstwo Kewet Industri założone zostało w duńskim miasteczku Hadsund na północy kraju w 1991 roku z inicjatywy przedsiębiorcy Knuda Erika Westergaarda. Środki pozyskane ze sprzedaży przedsiębiorstwa produkującego myjki ciśnieniowe zdecydował się zainwestować w motoryzacyjne przedsięwzięcie. Za cel obrano wdrożenie do produkcji mikrosamochodu o napędzie w pełni elektrycznym, który w obszernym zakresie nawiązywał do dawnej koncepcji nietypowo stylizowanego amerykańskiego pojazdu Citicar z lat 70. XX wieku. 
Kewet El-Jet trafił do produkcji jeszcze w roku założenia macierzystej firmy w 1991 roku, a z pojazdem wiązane były dalekosiężne plany. Kewet Industri zakładało do końca lat 90. XX wieku roczną sprzedaż w wysokości 35 tysięcy sztuk, a aby sprostać temu celowi uruchomiono eksport do 47 punktów dealerskich w Europie Zachodniej na czele z Wielką Brytanią, Szwecją, Niemcami, Szwajcarią czy Norwegią. 

### Bankructwo i sprzedaż praw
W ciągu 7 lat produkcji Kewet nie był w stanie spełnić ambitnych założeń. Ostatecznie duńskie przedsiębiorstwo zbudowało 725 sztuki swojego elektrycznego mikrosamochodu, a przeniesienie produkcji do niemieckiego Nordhausen poprzestało na zbudowaniu tam jedynie 200 sztuk z powodu ogłoszenia bankructwa w 1998 roku. Koncepcja elektrycznego mikrosamochodu nie zniknęła jednak z rynku, gdyż prawa do wznowienia produkcji kupiło norweskie przedsiębiorstwo Elbil Norge, dokonując tego jeszcze w tym samym roku.

## Modele samochodów

### Historyczne
- El-Jet (1991–1998)